# Vaour
Vaour (en occitan Vaur) est une commune française ancien chef-lieu de canton située dans le nord-ouest du département du Tarn, en région Occitanie. Sur le plan historique et culturel, la commune est dans le Gaillacois, un pays qui doit sa notoriété à la qualité de ses vins.
Exposée à un climat océanique altéré, elle est drainée par le Bombic, le ruisseau de Duéze, le ruisseau de Las Costes et par divers autres petits cours d'eau. La commune possède un patrimoine naturel remarquable : un site Natura 2000 (la « forêt de Grésigne et environs ») et trois zones naturelles d'intérêt écologique, faunistique et floristique.
Vaour est une commune rurale qui compte 361 habitants en 2022, après avoir connu un pic de population de 655 habitants en 1851. Ses habitants sont appelés les Vaourais ou Vaouraises.

## Géographie

### Localisation
Vaour est une commune du Tarn limitrophe du département de Tarn-et-Garonne. Elle est située à 18 km à l'ouest de Cordes-sur-Ciel et au sud d'une boucle de l'Aveyron.

### Communes limitrophes
Les communes limitrophes sont  Campagnac, Castelnau-de-Montmiral, Itzac, Penne, Roussayrolles, Saint-Antonin-Noble-Val, Saint-Beauzile, Saint-Michel-de-Vax et Tonnac.
| Saint-Antonin-Noble-Val (Tarn-et-Garonne) | Saint-Michel-de-Vax | Roussayrolles    |
| Penne                                     | Vaour               | Tonnac           |
| Castelnau-de-Montmiral                    | Saint-Beauzile      | Itzac, Campagnac |

### Géologie et relief
Vaour est en zone de climat continental avec un causse au nord, la forêt de Grésigne et des vignes Gaillacoise (Campagnac) au sud. Le village est donc situé en contrebas du causse et en surplomb de la forêt de Grésigne et des vignes. La roche est un grès du Lias et le paysage est constitué de collines couvertes de forêts de chênes (pédonculés et pubescents) et parsemé de prés.

### Hydrographie
La commune est dans le bassin de la Garonne, au sein du bassin hydrographique Adour-Garonne. Elle est drainée par le Bombic, le ruisseau de Duéze, le ruisseau de Las Costes, le ruisseau de Varon et par divers petits cours d'eau, qui constituent un réseau hydrographique de 12 km de longueur totale,.

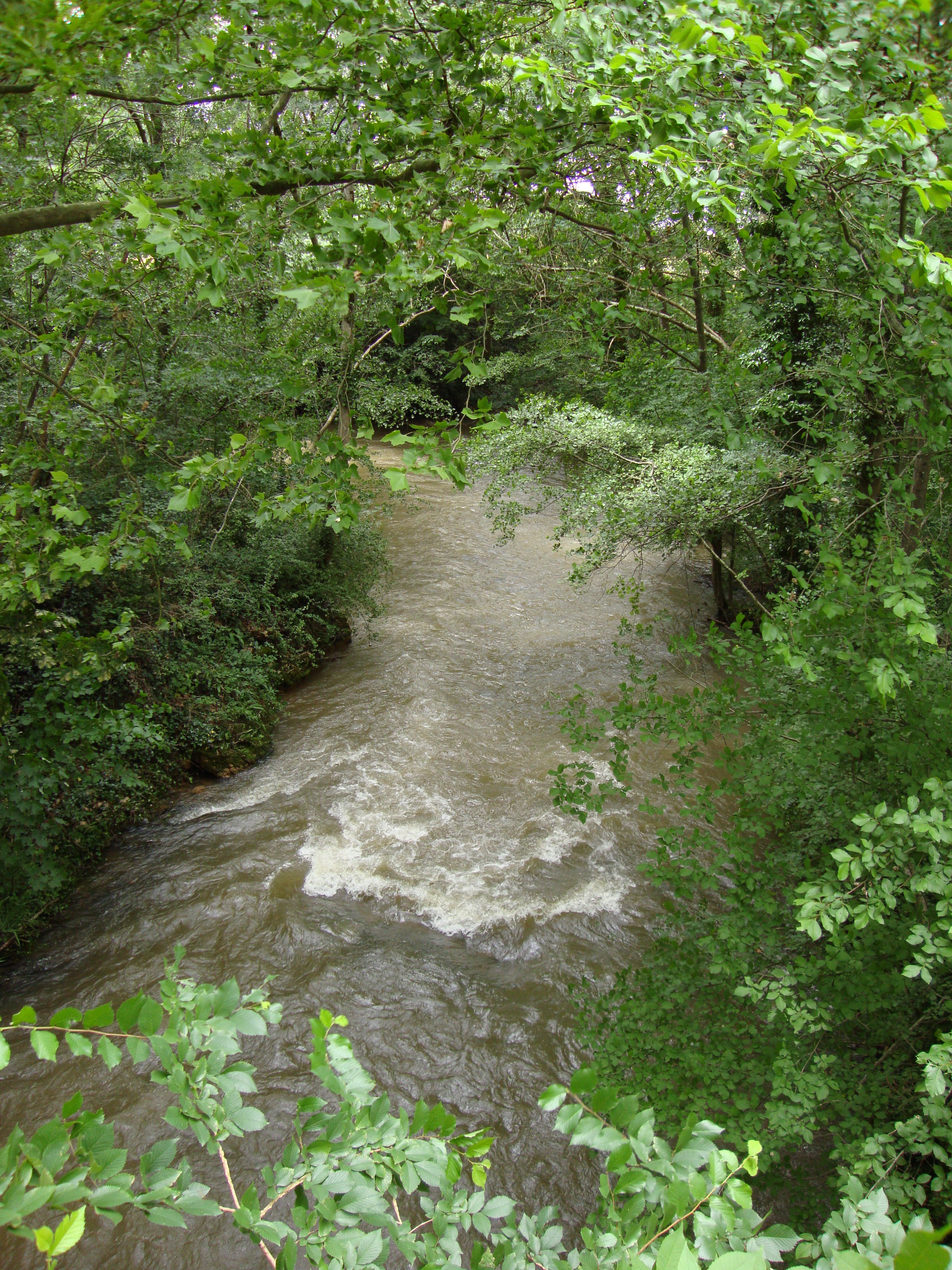
La Durenque à Valdurenque.
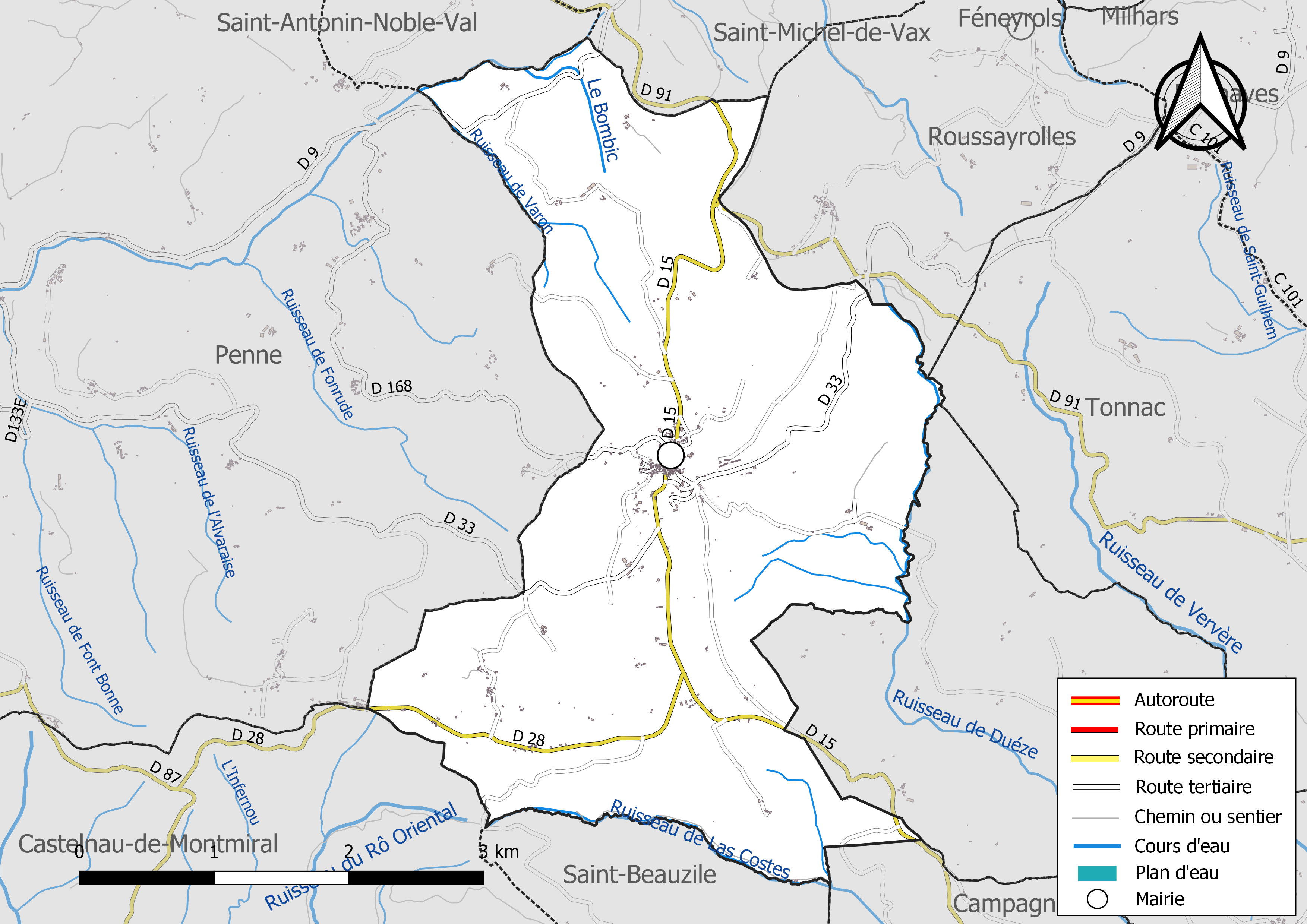
Réseaux hydrographique et routier de Vaour.

### Climat
Pour des articles plus généraux, voir Climat de l'Occitanie et Climat du Tarn.
En 2010, le climat de la commune est de type climat méditerranéen altéré, selon une étude du Centre national de la recherche scientifique s'appuyant sur une série de données couvrant la période 1971-2000. En 2020, Météo-France publie une typologie des climats de la France métropolitaine dans laquelle la commune est exposée à un climat océanique altéré et est dans la région climatique Aquitaine, Gascogne, caractérisée par une pluviométrie abondante au printemps, modérée en automne, un faible ensoleillement au printemps, un été chaud (19,5 °C), des vents faibles, des brouillards fréquents en automne et en hiver et des orages fréquents en été (15 à 20 jours).
Pour la période 1971-2000, la température annuelle moyenne est de 12,1 °C, avec une amplitude thermique annuelle de 15,4 °C. Le cumul annuel moyen de précipitations est de 937 mm, avec 11,6 jours de précipitations en janvier et 5,8 jours en juillet. Pour la période 1991-2020, la température moyenne annuelle observée sur la station météorologique de Météo-France la plus proche, « St-antonin-teus », sur la commune de Saint-Antonin-Noble-Val à 10 km à vol d'oiseau, est de 13,8 °C et le cumul annuel moyen de précipitations est de 872,1 mm. 
La température maximale relevée sur cette station est de 42,5 °C, atteinte le 27 juin 2019 ; la température minimale est de −14 °C, atteinte le 9 février 2012,,.
Les paramètres climatiques de la commune ont été estimés pour le milieu du siècle (2041-2070) selon différents scénarios d'émission de gaz à effet de serre à partir des nouvelles projections climatiques de référence DRIAS-2020. Ils sont consultables sur un site dédié publié par Météo-France en novembre 2022.

### Milieux naturels et biodiversité

#### Réseau Natura 2000

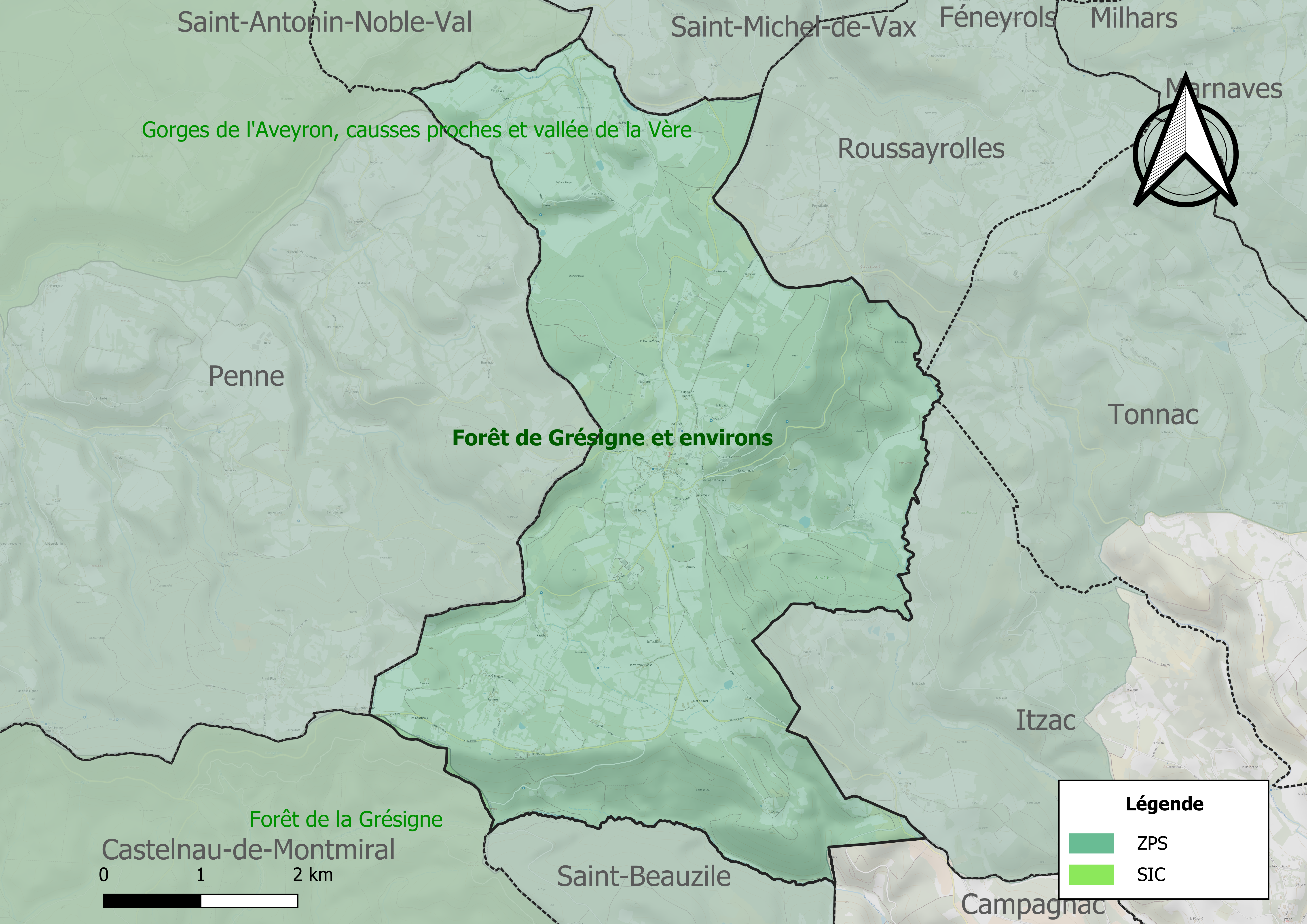
Sites Natura 2000 sur le territoire communal.

Le réseau Natura 2000 est un réseau écologique européen de sites naturels d'intérêt écologique élaboré à partir des directives habitats et oiseaux, constitué de zones spéciales de conservation (ZSC) et de zones de protection spéciale (ZPS).
Un site Natura 2000 a été défini sur la commune au titre de la directive oiseaux : la « forêt de Grésigne et environs », d'une superficie de 27 701 ha, un site où onze espèces de l'annexe 1 se reproduisent régulièrement sur le site, parmi lesquelles sept espèces de rapaces (dont le Faucon pèlerin et le Grand-Duc d'Europe).

#### Zones naturelles d'intérêt écologique, faunistique et floristique
L’inventaire des zones naturelles d'intérêt écologique, faunistique et floristique (ZNIEFF) a pour objectif de réaliser une couverture des zones les plus intéressantes sur le plan écologique, essentiellement dans la perspective d’améliorer la connaissance du patrimoine naturel national et de fournir aux différents décideurs un outil d’aide à la prise en compte de l’environnement dans l’aménagement du territoire.
Deux ZNIEFF de type 1 sont recensées sur la commune :
le « causse d'Anglars » (3 598 ha), couvrant 4 communes dont trois dans le Tarn et une dans le Tarn-et-Garonne, et
la « forêt de Grésigne » (4 019 ha), couvrant 7 communes du département
et une ZNIEFF de type 2, :
la « forêt de Grésigne et environs » (18 733 ha), couvrant 21 communes dont 17 dans le Tarn et quatre dans le Tarn-et-Garonne.

Carte des ZNIEFF de type 1 et 2 à Vaour.
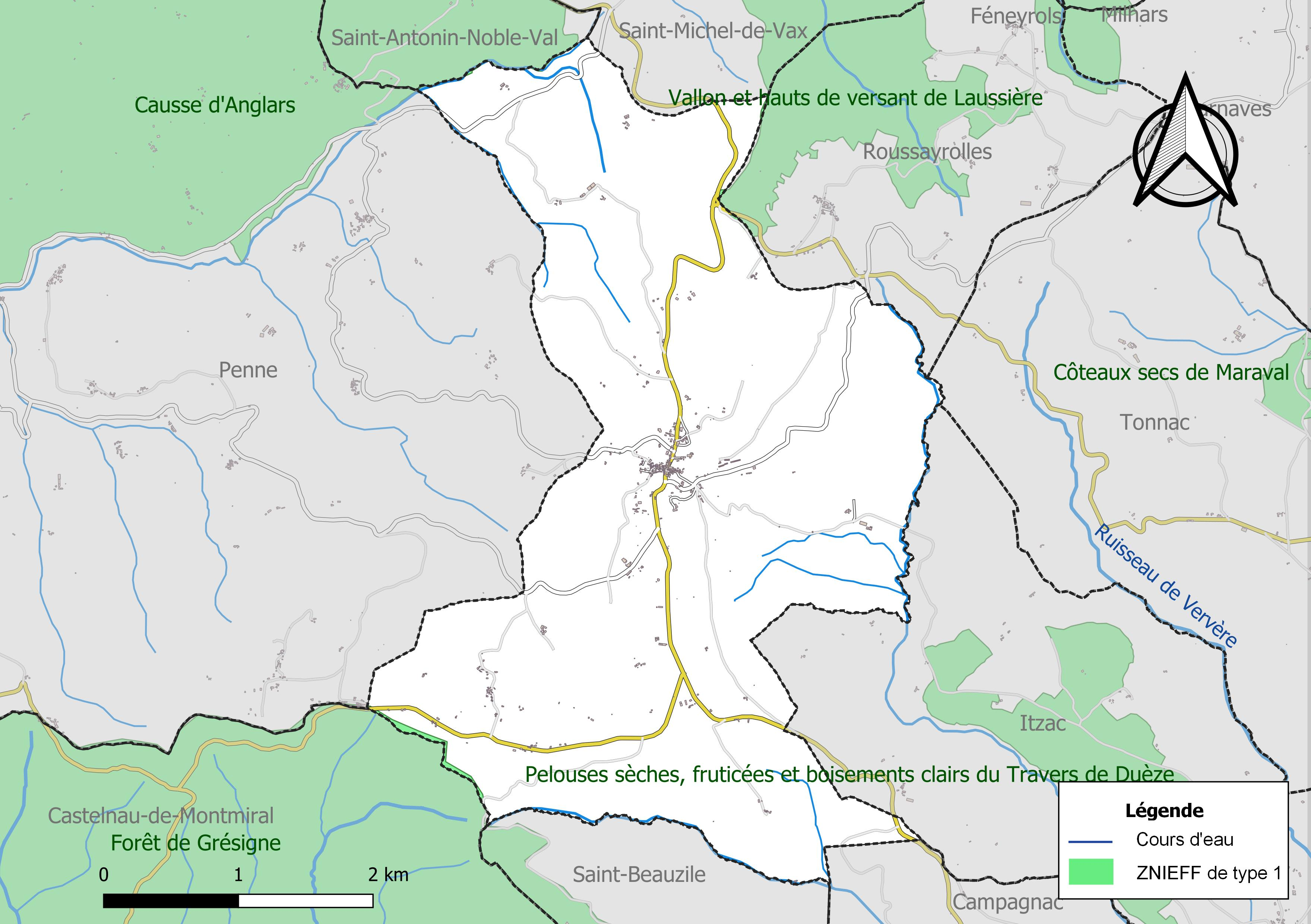
Carte des ZNIEFF de type 1 sur la commune.
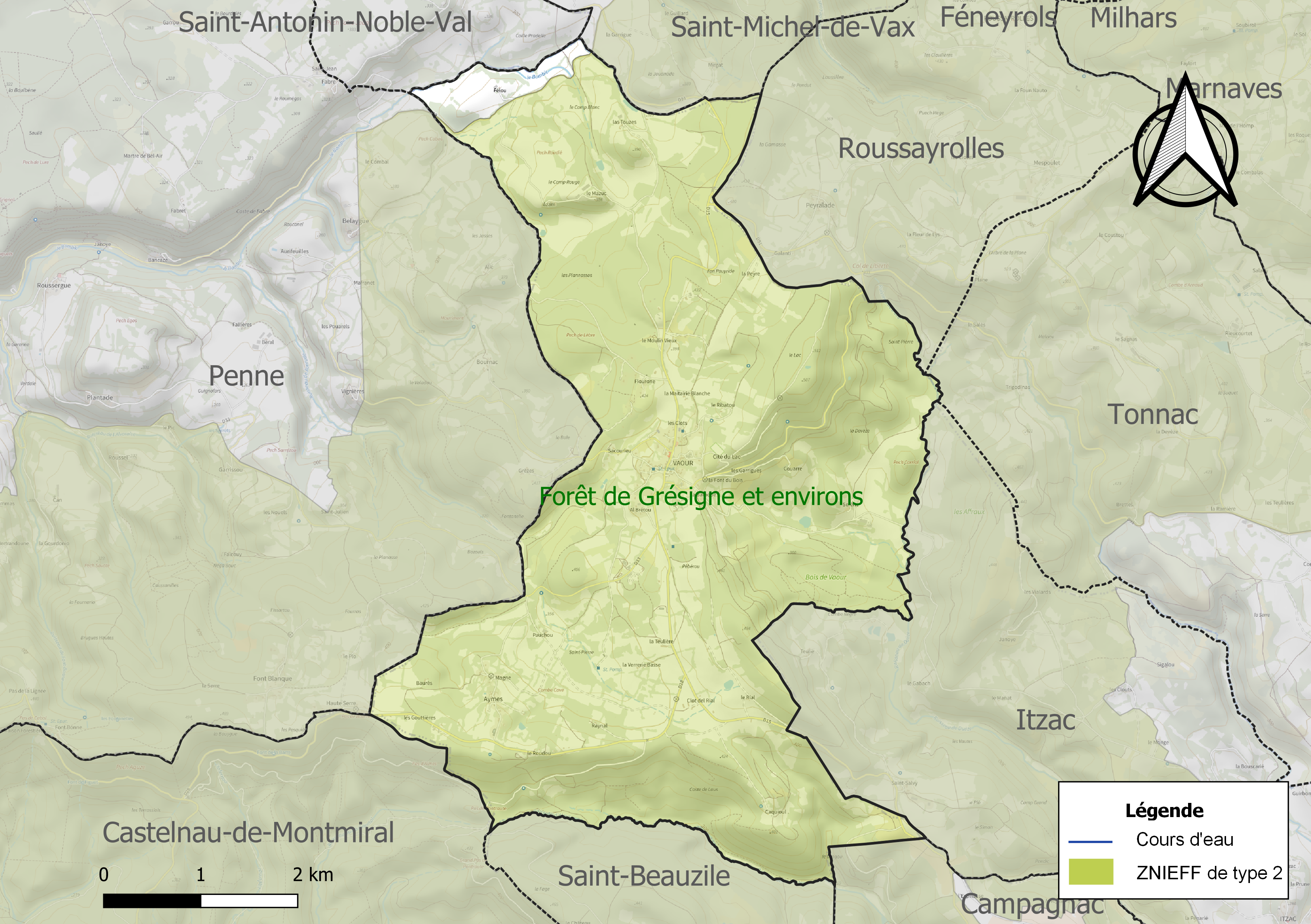
Carte de la ZNIEFF de type 2 sur la commune.

## Urbanisme

### Typologie
Au 1er janvier 2024, Vaour est catégorisée commune rurale à habitat dispersé, selon la nouvelle grille communale de densité à sept niveaux définie par l'Insee en 2022.
Elle est située hors unité urbaine et hors attraction des villes,.

### Occupation des sols
L'occupation des sols de la commune, telle qu'elle ressort de la base de données européenne d’occupation biophysique des sols Corine Land Cover (CLC), est marquée par l'importance des forêts et milieux semi-naturels (60,2 % en 2018), en augmentation par rapport à 1990 (58,7 %). La répartition détaillée en 2018 est la suivante :
forêts (60,2 %), prairies (33,7 %), zones agricoles hétérogènes (6 %). L'évolution de l’occupation des sols de la commune et de ses infrastructures peut être observée sur les différentes représentations cartographiques du territoire : la carte de Cassini (XVIIIe siècle), la carte d'état-major (1820-1866) et les cartes ou photos aériennes de l'IGN pour la période actuelle (1950 à aujourd'hui).

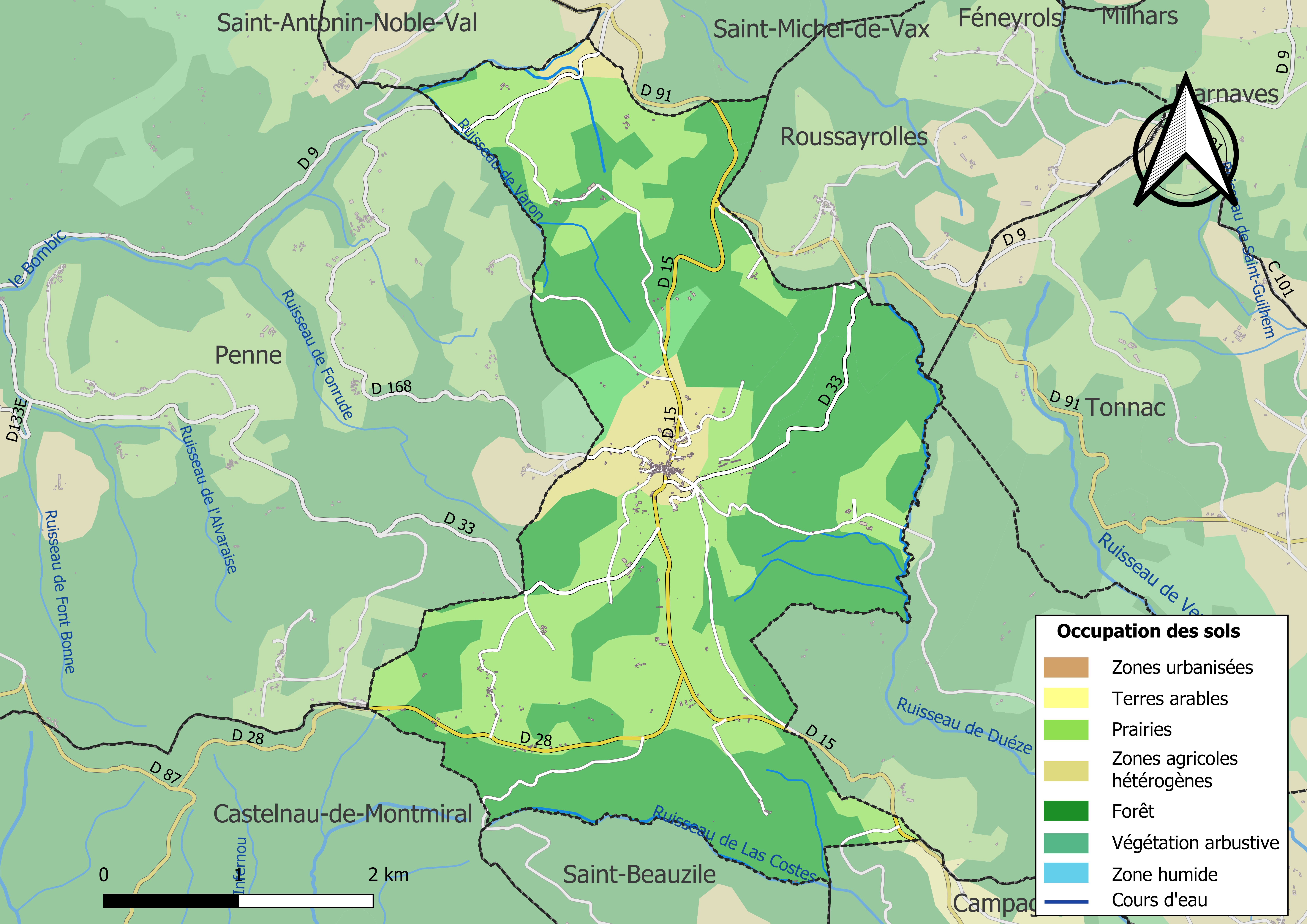
Carte des infrastructures et de l'occupation des sols de la commune en 2018 (CLC).

### Risques majeurs
Le territoire de la commune de Vaour est vulnérable à différents aléas naturels : météorologiques (tempête, orage, neige, grand froid, canicule ou sécheresse), feux de forêts, mouvements de terrains et séisme (sismicité très faible). Il est également exposé à un risque technologique, le transport de matières dangereuses, et à un risque particulier : le risque de radon. Un site publié par le BRGM permet d'évaluer simplement et rapidement les risques d'un bien localisé soit par son adresse soit par le numéro de sa parcelle.

#### Risques naturels
Vaour est exposée au risque de feu de forêt du fait de la présence sur son territoire. En 2022, il n'existe pas de Plan de Prévention des Risques incendie de forêt (PPRif). Le débroussaillement aux abords des maisons constitue l’une des meilleures protections pour les particuliers contre le feu,.

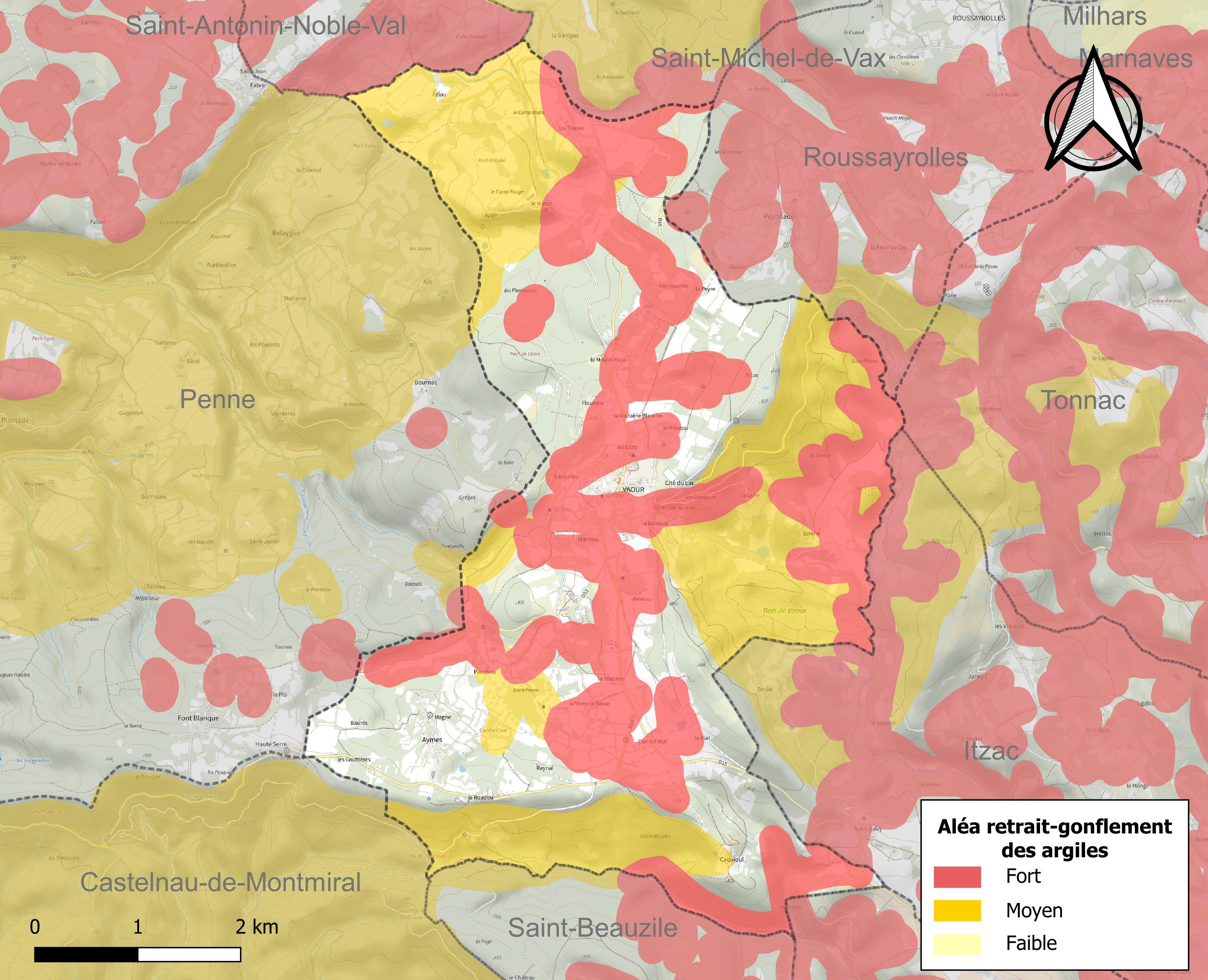
Carte des zones d'aléa retrait-gonflement des sols argileux de Vaour.

La commune est vulnérable au risque de mouvements de terrains constitué principalement du retrait-gonflement des sols argileux. Cet aléa est susceptible d'engendrer des dommages importants aux bâtiments en cas d’alternance de périodes de sécheresse et de pluie. 67,2 % de la superficie communale est en aléa moyen ou fort (76,3 % au niveau départemental et 48,5 % au niveau national). Sur les 196 bâtiments dénombrés sur la commune en 2019, 114 sont en aléa moyen ou fort, soit 58 %, à comparer aux 90 % au niveau départemental et 54 % au niveau national. Une cartographie de l'exposition du territoire national au retrait gonflement des sols argileux est disponible sur le site du BRGM,.
Par ailleurs, afin de mieux appréhender le risque d’affaissement de terrain, l'inventaire national des cavités souterraines permet de localiser celles situées sur la commune.
La commune a été reconnue en état de catastrophe naturelle au titre des dommages causés par les inondations et coulées de boue survenues en 1982.

#### Risques technologiques
Le risque de transport de matières dangereuses sur la commune est lié à sa traversée par des infrastructures routières ou ferroviaires importantes ou la présence d'une canalisation de transport d'hydrocarbures. Un accident se produisant sur de telles infrastructures est susceptible d’avoir des effets graves sur les biens, les personnes ou l'environnement, selon la nature du matériau transporté. Des dispositions d’urbanisme peuvent être préconisées en conséquence.

#### Risque particulier
Dans plusieurs parties du territoire national, le radon, accumulé dans certains logements ou autres locaux, peut constituer une source significative d’exposition de la population aux rayonnements ionisants. Certaines communes du département sont concernées par le risque radon à un niveau plus ou moins élevé. Selon la classification de 2018, la commune de Vaour est classée en zone 3, à savoir zone à potentiel radon significatif.

## Toponymie
Vaour vient du gaulois vobero qui signifie "ruisseau caché, ravin" comme pour Lavaur.

## Histoire
L'occupation par l'Homme du pays de Vaour remonte au moins à l'âge du bronze ancien (d'environ 1800 av. J-C. à 1400 av. J-C.) marqué par la présence de dolmens, notamment celui de Peyrelevade, le plus grand du département. La construction des dolmens s'étendant de -2500 à -1500 et leur utilisation allant jusqu'à -500.

Il semble également que les lieux furent occupés par des peuples celtes comme le montreraient des dalles à rigoles qui seraient vouées au culte de l'eau retrouvées sur la butte où a été bâtie la commanderie de Vaour.

En 1140, les chevaliers de Penne firent don d'un terrain à Pierre Humbert. Une commanderie templière y fut alors fondée. On dénombrait seulement une dizaine de chevaliers, le reste s'était établi dans diverses dépendances de la région telles que : Montricoux, Cahors, Lacapelle-Livron, etc.
Les chevaliers templiers étaient exonérés de droits et taxes seigneuriales en échange de leur protection envers la population locale.
Le pouvoir de la commanderie s'étendait sur sept cantons et jusque dans le Quercy. Cette influence s'est mise en place grâce aux dons des religieux de Septfond et de la Chancelade ainsi qu'à ceux du comte de Toulouse. Il n'existe que peu de documents sur la vie à Vaour. En 1307, lors de la querelle entre Philippe IV le Bel et le pape Boniface VIII, le commandeur de Vaour, Bernard de Rocha, prit le parti du roi de France.

## Politique et administration
| Période                                  | Période                 | Identité          | Étiquette      | Qualité |
| ---------------------------------------- | ----------------------- | ----------------- | -------------- | --- |
| ?                                        | ?                       | Gaspard Duboys    |                | Notaire - Conseiller général du canton de Vaour (1833-1845) décédé en fonctions                                                                                                  |
| ?                                        | ?                       | Pierre Vaissière  | Rad.           | Notaire - Conseiller général du canton de Vaour (1889-1913 et 1919-1925) |
| 1965                                     | 1974                    | Fernand Verdeille | SFIO-PS        | Libraire - Sénateur (1946-1974) Conseiller général du canton de Vaour (1945-1974) Président du Conseil Général (1945-1955) Ancien Maire de Penne (1945-1965) décédé en fonctions |
| 1989                                     | 1999 décédé en fonction | Francis Dupas     | sans étiquette | agriculteur) |
| 1999                                     | ?                       | Georges Bousquet  | PS             | Technicien en architecture Conseiller général du canton de Vaour (2008-2015) |
| mars 2014                                | En cours                | Pascal Sorin      |                | |
| Les données manquantes sont à compléter. |                         |                   |                | |

## Démographie
L'évolution du nombre d'habitants est connue à travers les recensements de la population effectués dans la commune depuis 1793. Pour les communes de moins de 10 000 habitants, une enquête de recensement portant sur toute la population est réalisée tous les cinq ans, les populations de référence des années intermédiaires étant quant à elles estimées par interpolation ou extrapolation. Pour la commune, le premier recensement exhaustif entrant dans le cadre du nouveau dispositif a été réalisé en 2007.

En 2022, la commune comptait 361 habitants, en évolution de +8,08 % par rapport à 2016 (Tarn : +2,52 %, France hors Mayotte : +2,11 %).
| 1793 | 1800 | 1806 | 1821 | 1831 | 1836 | 1841 | 1846 | 1851 |
| ---- | ---- | ---- | ---- | ---- | ---- | ---- | ---- | ---- |
| 509  | 568  | 602  | 635  | 644  | 648  | 600  | 646  | 655  |

| 1856 | 1861 | 1866 | 1872 | 1876 | 1881 | 1886 | 1891 | 1896 |
| ---- | ---- | ---- | ---- | ---- | ---- | ---- | ---- | ---- |
| 624  | 593  | 616  | 573  | 588  | 562  | 580  | 569  | 537  |

| 1901 | 1906 | 1911 | 1921 | 1926 | 1931 | 1936 | 1946 | 1954 |
| ---- | ---- | ---- | ---- | ---- | ---- | ---- | ---- | ---- |
| 506  | 476  | 413  | 365  | 354  | 375  | 377  | 361  | 292  |

| 1962 | 1968 | 1975 | 1982 | 1990 | 1999 | 2006 | 2007 | 2012 |
| ---- | ---- | ---- | ---- | ---- | ---- | ---- | ---- | ---- |
| 302  | 405  | 352  | 310  | 295  | 248  | 285  | 290  | 350  |

| 2017 | 2022 | - | - | - | - | - | - | - |
| ---- | ---- | - | - | - | - | - | - | - |
| 317  | 361  | - | - | - | - | - | - | - |

## Économie

### Revenus
En 2018, la commune compte 144 ménages fiscaux, regroupant 307 personnes. La médiane du revenu disponible par unité de consommation est de 15 230 € (20 400 € dans le département).

### Emploi
|                | 2008   | 2013   | 2018   |
| -------------- | ------ | ------ | ------ |
| Commune        | 10,6 % | 13,3 % | 18,6 % |
| Département    | 8,2 %  | 9,9 %  | 10 %   |
| France entière | 8,3 %  | 10 %   | 10 %   |

En 2018, la population âgée de 15 à 64 ans s'élève à 195 personnes, parmi lesquelles on compte 72,4 % d'actifs (53,8 % ayant un emploi et 18,6 % de chômeurs) et 27,6 % d'inactifs,. Depuis 2008, le taux de chômage communal (au sens du recensement) des 15-64 ans est supérieur à celui de la France et du département.
La commune est hors attraction des villes,. Elle compte 82 emplois en 2018, contre 89 en 2013 et 77 en 2008. Le nombre d'actifs ayant un emploi résidant dans la commune est de 107, soit un indicateur de concentration d'emploi de 76,6 % et un taux d'activité parmi les 15 ans ou plus de 56,8 %.
Sur ces 107 actifs de 15 ans ou plus ayant un emploi, 60 travaillent dans la commune, soit 56 % des habitants. Pour se rendre au travail, 83,5 % des habitants utilisent un véhicule personnel ou de fonction à quatre roues, 0,9 % les transports en commun, 5,5 % s'y rendent en deux-roues, à vélo ou à pied et 10,1 % n'ont pas besoin de transport (travail au domicile).

### Activités hors agriculture

#### Secteurs d'activités
47 établissements sont implantés à Vaour au 31 décembre 2019. Le tableau ci-dessous en détaille le nombre par secteur d'activité et compare les ratios avec ceux du département,.
| Secteur d'activité                                                                                        | Commune | Commune | Département |
| Secteur d'activité                                                                                        | Nombre  | %       | %           |
| --- | ------- | ------- | ----------- |
| Ensemble                                                                                                  | 47      | 100 %   | (100 %)     |
| Industrie manufacturière, industries extractives et autres                                                | 10      | 21,3 %  | (13 %)      |
| Construction                                                                                              | 8       | 17 %    | (12,5 %)    |
| Commerce de gros et de détail, transports, hébergement et restauration                                    | 9       | 19,1 %  | (26,7 %)    |
| Information et communication                                                                              | 1       | 2,1 %   | (2,1 %)     |
| Activités financières et d'assurance                                                                      | 1       | 2,1 %   | (3,3 %)     |
| Activités immobilières                                                                                    | 2       | 4,3 %   | (4,2 %)     |
| Activités spécialisées, scientifiques et techniques et activités de services administratifs et de soutien | 6       | 12,8 %  | (13,8 %)    |
| Administration publique, enseignement, santé humaine et action sociale                                    | 5       | 10,6 %  | (15,5 %)    |
| Autres activités de services                                                                              | 5       | 10,6 %  | (9 %)       |

Le secteur de l'industrie manufacturière, des industries extractives et autres est prépondérant sur la commune puisqu'il représente 21,3 % du nombre total d'établissements de la commune (10 sur les 47 entreprises implantées à Vaour), contre 13 % au niveau départemental.

#### Entreprises et commerces
L'économie de Vaour repose principalement sur l'activité de petits producteurs locaux (agriculteurs et éleveurs) et sur quelques petites entreprises du bâtiment (maçonnerie, menuiserie...). L'été de Vaour, un festival du rire qui se déroule au début du mois d'août, permet de promouvoir les producteurs locaux qui peuvent y proposer des repas à emporter. Le marché, qui a lieu tous les jeudis, est fréquenté par quelques villageois. Un bureau de poste est présent à Vaour. Malgré ses allures de village endormi, Vaour habite un milieu associatif actif.

### Agriculture
La commune est dans les Causses du Quercy, une petite région agricole relativement pauvre et aride accueilant des élevages de brebis et agneaux en plein air, située dans le nord-ouest du département du Tarn. En 2020, l'orientation technico-économique de l'agriculture  sur la commune est l'élevage de bovins, pour la viande.
|               | 1988 | 2000 | 2010 | 2020 |
| ------------- | ---- | ---- | ---- | ---- |
| Exploitations | 18   | 10   | 8    | 12   |
| SAU (ha)      | 483  | 439  | 339  | 429  |

Le nombre d'exploitations agricoles en activité et ayant leur siège dans la commune est passé de 18 lors du recensement agricole de 1988  à 10 en 2000 puis à 8 en 2010 et enfin à 12 en 2020, soit une baisse de 33 % en 32 ans. Le même mouvement est observé à l'échelle du département qui a perdu pendant cette période 58 % de ses exploitations,. La surface agricole utilisée sur la commune a également diminué, passant de 483 ha en 1988 à 429 ha en 2020. Parallèlement la surface agricole utilisée moyenne par exploitation a augmenté, passant de 27 à 36 ha.

## Culture locale et patrimoine

### Lieux et monuments
- Ancienne commanderie templière, située sur une butte en surplomb du village, protégée au niveau départemental.
- Dolmen de Peyrelevade (de « pierre levée » en occitan), aussi appelé localement « Jayantière » : le plus grand du département, situé à 3 km au nord du village, classé (niveau national).
- Église Notre-Dame de Vaour, de style roman.

## Événements
L’événement phare à Vaour est l'été de Vaour. C'est un festival international du rire qui se déroule au début du mois d'août et qui propose, durant une semaine, plusieurs spectacles qui sont joués à différents endroits du village. Si l'on ne va pas voir de spectacles, on a tout de même la possibilité d'acheter de quoi manger à de petits producteurs locaux ou d'aller boire un thé au bénéfice de l'association Familles rurales.

### Personnalités liées à la commune
- Fernand Verdeille, homme politique français, maire de Vaour de 1965 à 1974.

## Héraldique
| Blason | Blasonnement : Écartelé d'argent à la croix pattée alésée de gueules et de sinople à la fasce d'or chargée de trois cors de chasse de sable, accompagnée en chef d'une hure de sanglier d'argent.. |